# En sikker arbejdsplads
|  | Denne artikel er oprettet af botten Steenthbot ud fra en ekstern database. Den kan derfor have sproglige fejl eller mangler. Denne skabelon kan fjernes efter kontrol af indholdet. |

En sikker arbejdsplads er en dansk virksomhedsfilm fra 1975 instrueret af Christian Tarp Jensen efter eget manuskript.

## Handling
Sikkerhed på Tuborg-bryggeriet.